# Oceanport
Oceanport és una població dels Estats Units a l'estat de Nova Jersey. Segons el cens del 2007 tenia 5.768 habitants.

## Demografia
Segons el cens del 2000, Oceanport tenia 5.807 habitants, 2.043 habitatges, i 1.554 famílies. La densitat de població era de 696,3 habitants/km².
Dels 2.043 habitatges en un 35,2% hi vivien nens de menys de 18 anys, en un 66% hi vivien parelles casades, en un 8,4% dones solteres, i en un 23,9% no eren unitats familiars. En el 21,7% dels habitatges hi vivien persones soles el 10,7% de les quals corresponia a persones de 65 anys o més que vivien soles. El nombre mitjà de persones vivint en cada habitatge era de 2,71 i el nombre mitjà de persones que vivien en cada família era de 3,18.
Per edats la població es repartia de la següent manera: un 24,5% tenia menys de 18 anys, un 8,4% entre 18 i 24, un 25,5% entre 25 i 44, un 27,4% de 45 a 60 i un 14,2% 65 anys o més.
L'edat mediana era de 40 anys. Per cada 100 dones de 18 o més anys hi havia 96 homes.
La renda mediana per habitatge era de 71.458 $ i la renda mediana per família de 85.038 $. Els homes tenien una renda mediana de 57.955 $ mentre que les dones 39.718 $. La renda per capita de la població era de 33.356 $. Aproximadament l'1,8% de les famílies i el 2,7% de la població estaven per davall del llindar de pobresa.

## Poblacions més properes
El següent diagrama mostra les poblacions més properes.